# Брајловићи
Брајловићи је насељено мјесто у граду Горажду, Босна и Херцеговина.

## Становништво
|             | 2013.       | 1991.        | 1981.        | 1971.        |
| Укупно      | 29 (100,0%) | 47 (100,0%)  | 58 (100,0%)  | 71 (100,0%)  |
| Бошњаци     | 29 (100,0%) | 47 (100,0%)1 | 58 (100,0%)1 | 70 (98,59%)1 |
| Југословени | –           | –            | –            | 1 (1,408%)   |

1. 1 На пописима од 1971. до 1991. Бошњаци су пописивани углавном као Муслимани.